# Jonsbergs landskommun
Jonsbergs landskommun var en tidigare kommun i Östergötlands län.

## Administrativ historik
När 1862 års kommunalförordningar trädde i kraft inrättades i Sverige cirka 2 500 kommuner. Huvuddelen av dessa var landskommuner (baserade på den äldre sockenindelningen), vartill kom 89 städer och åtta köpingar. Då inrättades i Jonsbergs socken i Östkinds härad i Östergötland denna kommun. 
Vid kommunreformen 1952 uppgick denna landskommun i Östra Vikbolandets landskommun som senare 1974 uppgick i Norrköpings kommun.

## Politik

### Mandatfördelning i Jonsbergs landskommun 1938-1946
| 9 | 11 |

| 20 |

| 9 | 11 |

| 20 |

| 9 | 5 | 6 |

| 18 |